# (35139) 1992 RP7
1992 RP7 (asteroide 35139) é um asteroide da cintura principal. Possui uma excentricidade de 0.21088160 e uma inclinação de 3.76391º.
Este asteroide foi descoberto no dia 2 de setembro de 1992 por Eric Walter Elst em La Silla.